# ドリーマーズ・ハイ
「ドリーマーズ・ハイ」は、RADWIMPSの通算15枚目のシングル。2013年3月27日にEMIミュージック・ジャパンから発売された（TOCT-45068）。

## 概要
前作『シュプレヒコール』から約8ヶ月ぶりのリリースとなった。
CD-Extra仕様で発売された。特典映像としてミュージック・ドキュメント・クリップ「白と黒と4匹のワルツ」が収録されている。
ライブにて「ドリーマーズ・ハイ」は、『×と○と罪と』リリース後の2014年に行われた全国ツアー「RADWIMPS GRAND PRIX 2014 実況生中継」では全公演1曲目で演奏された。　以降しばらくライブで演奏されていなかったが、2021年の「RADWIMPS FOREVER IN THE DAZE TOUR 2021-2022」で約7年ぶりにライブで演奏され、このツアーでは活動休止中だった桑原に代わりTAIKINGとマスダミズキの2人がサポートギタリストとして参加したことにより、かつては野田が演奏していたサイドギターをマスダが演奏し、野田はハンドマイクで歌唱した。また武田とマスダのコーラスも入るなど、新たなアレンジで演奏された。

## ミュージック・ビデオ
ショウダユキヒロが監督を担当し制作され、2013年5月7日にYouTubeで公開された

## プロモーション
2013年3月20日にiTunes Storeなどで先行配信された。

## 収録曲
| 全作詞・作曲: 野田洋次郎、全編曲: RADWIMPS。 |                        |            |            |      |
| #                                            | タイトル               | 作詞       | 作曲・編曲 | 時間 |
| 1.                                           | 「ドリーマーズ・ハイ」 | 野田洋次郎 | 野田洋次郎 | 6:02 |
| 2.                                           | 「シザースタンド」     | 野田洋次郎 | 野田洋次郎 | 5:19 |
| 合計時間:                                    | 合計時間:              | 11:22      |            |      |

## 参加ミュージシャン

### RADWIMPS
野田洋次郎 - Vocal & Guitar & Piano & Programming
桑原彰 - Guitar
武田祐介 - Bass
山口智史 - Drums